# SN 1956D
SN 1956D – supernowa odkryta 11 lutego 1956 roku w galaktyce IC 850. W momencie odkrycia miała maksymalną jasność 19,20m.